# Geranomyia bancrofti
Geranomyia bancrofti är en tvåvingeart som beskrevs av Alexander 1922. Geranomyia bancrofti ingår i släktet Geranomyia och familjen småharkrankar. Inga underarter finns listade i Catalogue of Life.